# Spondias dulcis
Spondias dulcis är en sumakväxtart som beskrevs av Soland. och Forst. f.. Spondias dulcis ingår i släktet Spondias och familjen sumakväxter. Inga underarter finns listade i Catalogue of Life.